# オートパイロット
オートパイロット（英語: autopilot）とは、乗り物を、人の手によってではなく、機械装置により自動的に操縦する装置・システムを指す名称である。自動操舵装置（じどうそうだそうち）、自動操縦（じどうそうじゅう）とも呼ばれる。

## 概要
乗り物を自動で操縦する装置・システムがオートパイロットである。乗り物の進行方向や速度などを、人の手に代わって、機械が制御する。オートパイロットと呼ばれるシステムは旅客機を始めとした航空機に特によく導入されている他、船舶にも導入されている。

## 航空機

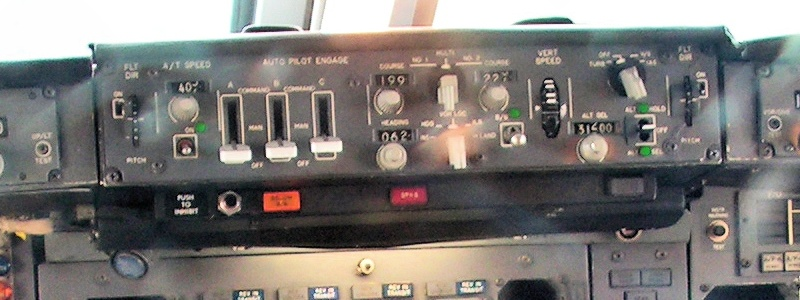
ボーイング747-200のオートパイロットコントロールパネル

オートパイロットは旅客機をはじめとした航空機に導入されており、現代の航空機の操縦システムの上では、離陸することは人間（パイロット）が関わることが必要でありオートパイロットではできないが、離陸後安全高度に達した後に、次の空港に向かうまでの巡航・アプローチ（空港への進入）・着陸など、ほとんどの段階で用いることができる自動操縦システムが用意されている。作動は専用のスイッチで行うほか、解除は操縦桿を操作するだけで可能な仕組みになっているものが大半である。
これらは、慣性誘導装置や外部のマーカー（目印となる電波発信器）などから目的地などに対する自身の相対位置を算出し、予定の移動経路との誤差を自動的に補正するものなどである。単純なものでは、所定の方向（方角）と高度のみを維持し、パイロットの負担を軽減させるなどしている。高度なものでは、FMS（飛行管理装置）に入力された飛行計画に従った方角・高度の自動的な操作が可能であるだけでなく、推力（速度）の調整も行われる。オートパイロットによる推力の調整機構はオートスロットル (en:Autothrottle) と呼ばれる。現代の航空機関士を廃した2人乗務のコックピットでは、問題発生時にはオートパイロットに操縦を任せて、パイロットが問題解決にあたるのが基本となっている。
補助的な機能としてセンサーからの情報を元にトリムを最適値に保つオートトリム、離陸・巡航・着陸で必要となる定型作業（フラップの調整など）をモード切替により実現、「TO/GAスイッチ」 (Takeoff/Go-around switch) を押しただけで離陸や着陸復行に必要なスロットルを最適値に引き上げる機能があり、これらを機体の制御システムに統合することで、操縦士の負担が大きく軽減された。
機体の飛行特性を補正するためにも利用されており、全翼機のB-2は垂直・水平尾翼が無いため常にオートパイロットで補正することで飛行が可能となった。このようなシステムを手動操縦時にも使えるようにするため、オートパイロットから独立させている機体もある。ボーイング737MAXでは迎え角が大きい時にピッチアップ方向に向かう特性があるため、手動操縦時に一定の条件に入ると水平安定板を機首下げ方向にする操縦特性補助システム（MCAS）が搭載されている。
航空機のオートパイロットの自律システムは、方位磁石のようなものからセンサやジャイロコンパスといった自身の向きや状態・周囲の状況を判定する機能と、操縦装置のコントロールを組み合わせたものだが、さらにはGPS衛星の電波をキャッチして自身の現在位置を測定、予定経路との誤差から、どのように移動すればその誤差を修正できるかを判断するものも登場している。前述の相対位置の割り出し機構と併せて、移動経路を予め入力しておけば、複数経路を巡回して行くことも可能である。ただ、同種機構の操作ミスないし作動不良から、大韓航空機撃墜事件のように悲劇的な事件に発展したケースもあり、こういった機器の過信には絶えず警鐘が鳴らされている。
航空機のオートパイロットのうち、簡易なものは、ただ所定の条件下でのみ適切に機能する性質のものであるため、積極的に用いられるのは状況が安定している巡航時の進路誘導においてのみである。その一方で、高度なオートパイロット機能を有する航空機もあり、航空機の運航のほとんどをオートパイロットに任せることも可能となっている。ただし、離陸だけは、2020年現在でも手動で行っている。着陸の自動着陸は、計器着陸装置 (ILS) を用いて気象条件・パイロットの資格などが整った状況で行う。

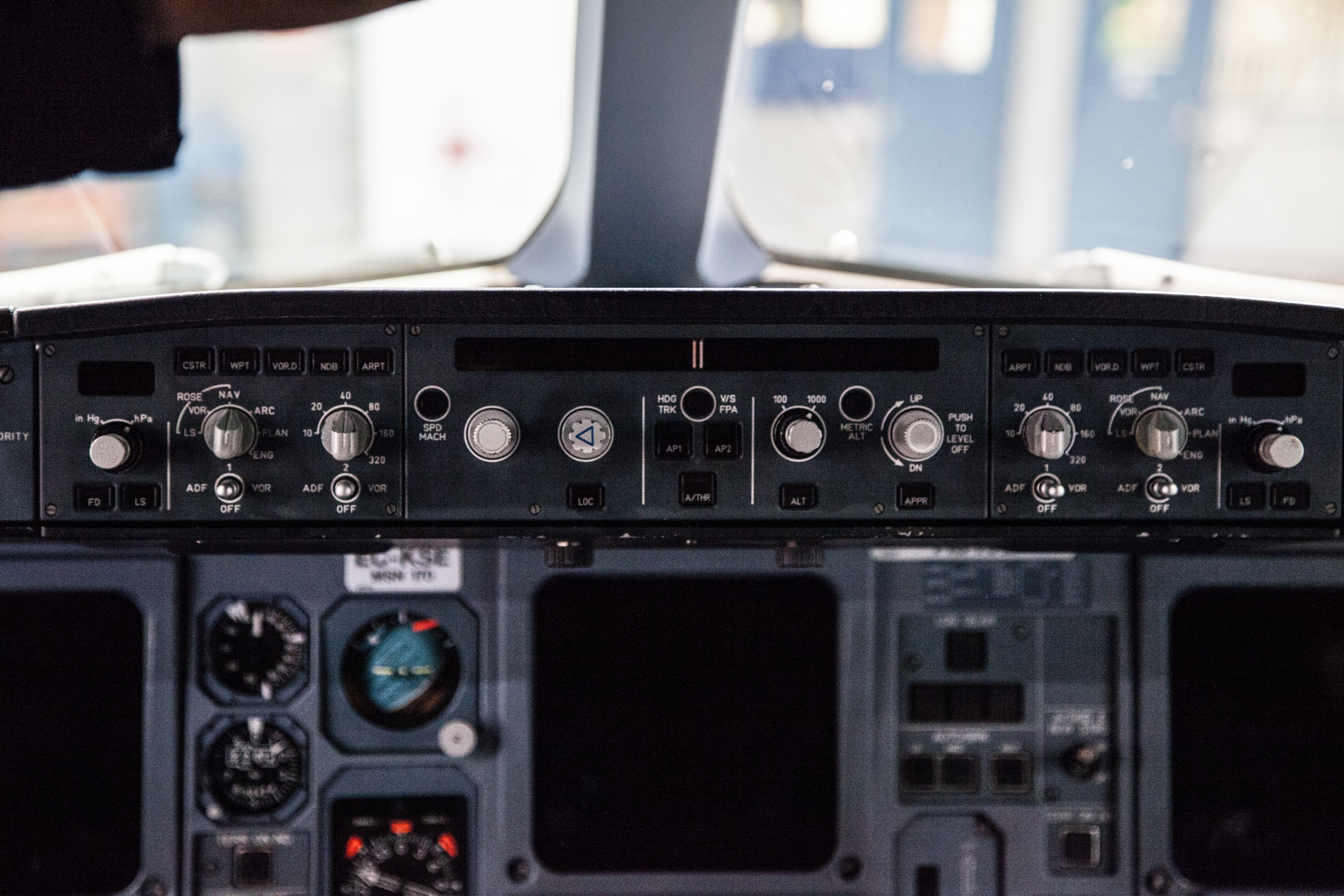
エアバスA340型機のオートパイロット設定パネル
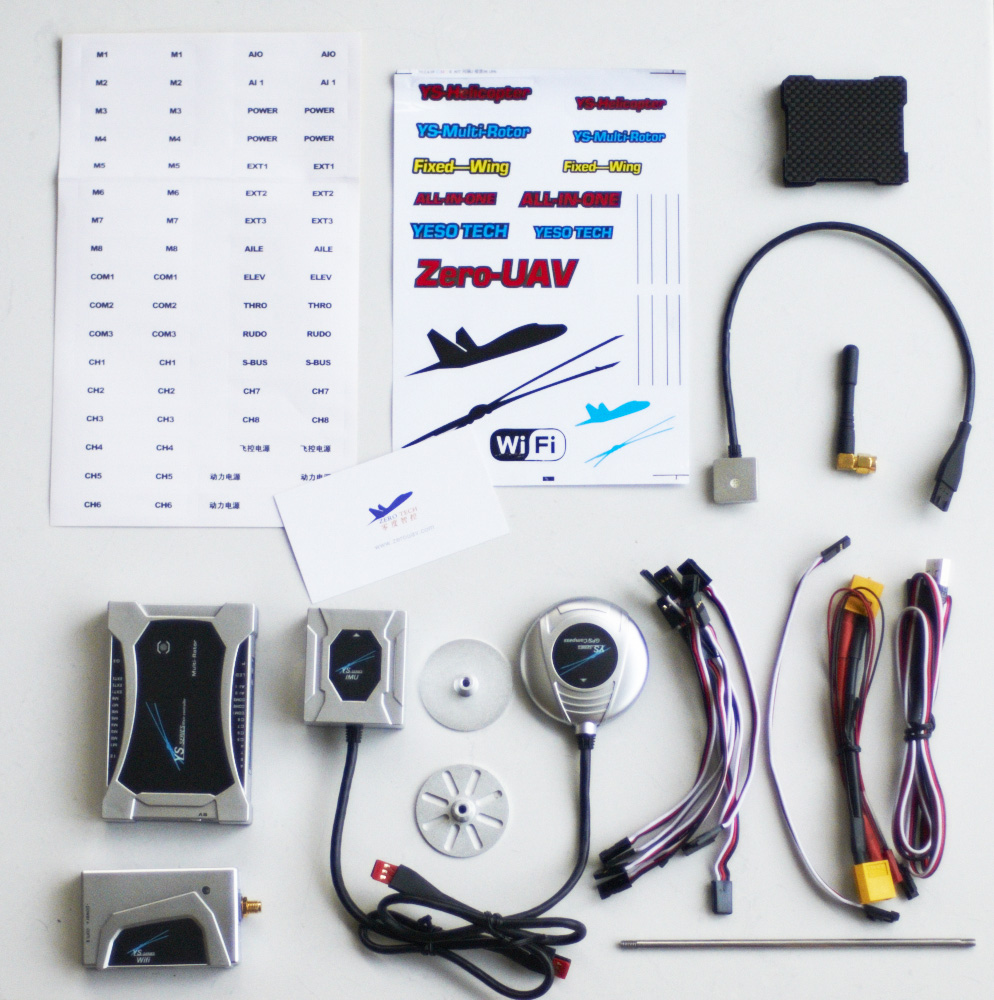
マルチコプターに追加するオートパイロット装置

## 船舶
船舶用オートパイロットと呼ばれる。
広義的には、設定方位に船首方位を追従させる方位制御システム（Heading Control System、HCS、自動針路保持装置）、計画航路に船体位置を追跡させる航路制御システム（Track Control System、TCS）に分類される。第一次世界大戦前に行われていた模型のレースで風向などに対して進む方向を補正する単純な装置（発明者のGeorge Braineから、Braine Gear）から複雑化していった。
21世紀においては、自律して荷物を搬送する無人運航船（自動運航船）の運用試験が多数行われている。
大型船舶
大型船舶では、あらかじめ入力・設定しておいた航路を辿って船舶を進ませるオートパイロットが普及している。船舶のオートパイロットは、2023年時点では、周囲の障害物を自動的に検知したり、船舶と船舶の進路が交差し衝突が起きそうな状況を察知してそれを自動的に避ける機能は搭載していない。
接岸時の操船に関しても補助的なシステムにとどまっている。波や潮汐の状況や貨物の積載量などで反応が異なる船を臨機応変に操作する必要があるためである。またタグボートによる支援もあるためコスト面でオートパイロットを接岸で使うメリットが少なく、積極的な開発が行われていないが、2021年（令和3年）に商船三井が、通常営業を行う大型フェリーでの自動離着岸実験に世界で初めて成功している。
セーリングボート
セーリング・ボート（ヨット）のクルージングにおいてもオートパイロット装置が用いられることは多い。
セーリング・クルーザー用としては風に対する船の向きを一定に保つように作用するウインドベーン(英語版)と呼ばれる機械式オートパイロットが古くから利用されている。またコンピュータがGPSのデータを用いて自船の針路の変化を計算し、棒状の部分を電動でたえず伸び縮みさせることでティラー・バー（舵棒）を操作するティラーパイロットもあり、針路を数字で指定することができる。

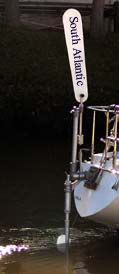
ウインドベーン
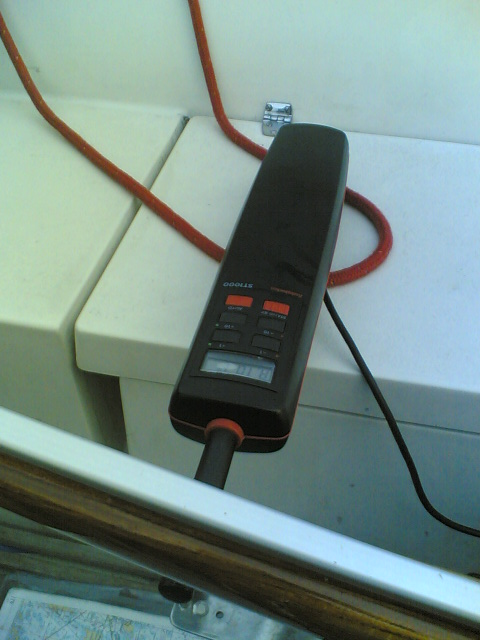
針路を数字で指定することができるティラーパイロット。

## 鉄道
敷設された軌道上を走行する事から車両側で制御する項目は事実上速度のみであり、技術的難易度が比較的低く、1970年代以降自動列車運転装置（ATO）による運行が実現している。
なお、「自動運転都市内鉄軌道旅客輸送システム（IEC 62267（JIS E3802））」で定義している自動運転レベル（GoA （Grades of Automation））の比較は以下の表の通り。
| 自動化レベル        | レベルにおける通称        | 乗務形態                                                 | 主な導入状況                                        |
| ------------------- | ------------------------- | -------------------------------------------------------- | --------------------------------------------------- |
| GoA0（レベル0）     | 目視運転（TOS）           | 運転士及び車掌が乗務                                     | 路面電車                                            |
| GoA1（レベル1）     | 非自動運転（NTO）         | 運転士及び車掌が乗務                                     | 踏切等のある一般的な路線（ATS/ATCが導入されている） |
| GoA2（レベル2）     | 半自動運転（STO）         | 運転士が列車起動・ドア扱い・緊急停止操作・避難誘導を行う | ATO導入路線                                         |
| GoA2.5（レベル2.5） | 添乗員付き自動運転（DTO） | 前頭に運転士以外の係員が緊急停止操作・避難誘導を行う     | JR九州香椎線（一部列車）                            |
| GoA3（レベル3）     | 添乗員付き自動運転（DTO） | 前頭以外に乗務する係員が避難誘導を行う                   | 舞浜リゾートライン                                  |
| GoA4（レベル4）     | 自動運転（UTO）           | 係員の乗務が無い                                         | 新交通システム                                      |

- 自動化レベルにおけるカッコ内は自動車における運転レベルで、鉄道にはレベル5（完全自動運転）相当のシステムは存在しない。